# Soap&Skin

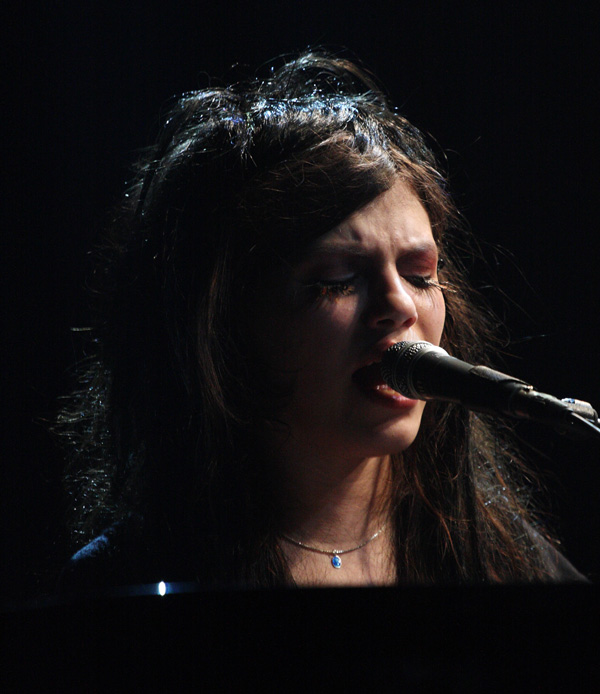
Soap&Skin under en konsert i Schweiz 2009.

Soap&Skin är artistnamnet för den österrikiska musikern Anja Plaschg, född 5 april 1990 i delstaten Steiermark. Hennes mörka och experimentella debutalbum, Lovetune for Vacuum (2009), har hyllats av kritiker.

## Biografi

### Uppväxt
Anja Plaschg växte upp i Gnas, belägen i sydöstra Steiermark där hon bodde med sina föräldrar på en gård. Hon har spelat piano sedan hon var sex år gammal och började som 14-åring även spela fiol. Ungefär samtidigt började hon intressera sig för elektronisk musik. Hon studerade grafisk design vid högskolan i Graz, men hoppade av när hon var 16 år gammal och flyttade kort därefter till Wien. Där studerade hon konst vid Academy of Fine Arts, men hoppade ännu en gång av, denna gången som 18-åring.

### Musikkarriär
Hennes debutalbum Lovetune for Vacuum gavs ut den 13 april 2009 och hamnade på femte plats på Österrikes albumlista i tio veckor och mötte bra kritik i bland annat NME och webbtidningen Sputnikmusic. Albumet är skrivet, producerat och arrangerat av Plaschg helt på egen hand. Efter skivsläppet begav sig Soap&Skin ut på en Europaturné och släppte singlarna "Spiracle" och "Mr. Gaunt Pt 1000".

## Musikstil och influenser
Soap&Skins musik innehåller spår från flera olika genrer, bland annat darkwave, electronica och improviserad nyklassisk musik. Hon använder piano som dominerande instrument i de flesta av sina låtar, med vilket hon skapar en mörk stämning insvept av starka melodier. Även fiol förekommer i en del låtar. Bland sina influenser har hon nämnt artister och grupper som Cat Power, Björk, Nico, Aphex Twin och Xiu Xiu.

## Diskografi

### Studioalbum
- 2009 - Lovetune for Vacuum
- 2012 - Narrow

### EP
- 2008 - Untitled
- 2009 - Marche Funèbre

### Singlar
- 2009 - "Spiracle"
- 2009 - "Mr. Gaunt Pt 1000"
- 2009 - "Cynthia" (Promosingel)